# Eucnide lobata
Eucnide lobata là một loài thực vật có hoa trong họ Loasaceae. Loài này được (Hook.) A.Gray mô tả khoa học đầu tiên năm 1845.